# Арнара
Арнара (итал. Arnara) — город в Италии, расположен в регионе Лацио, подчинён административному центру Фрозиноне (провинция).
Население составляет 2 453 человек, плотность населения составляет 204 чел./км². Занимает площадь 12 км². Почтовый индекс — 3020. Телефонный код — 00775.
Покровителем города почитается святой Себастьян, празднование 20 января.